# Lista de alcaides de Cananor
Este anexo apresenta uma lista de alcaides-Mores e capitães-mores de Cananor (Fortaleza de Santo Ângelo de Cananor).

## Lista de Governadores
| # | Período | Retrato     | Incumbente                                            | Notas                     |
| - | ------- | ----------- | ----------------------------------------------------- | ------------------------- |
| . |         |             |                                                       |                           |
| — |         |             | António da Silveira, Capitão-mor de Cananor (nomeado) | Falecido antes de entrar. |
| ? |         | 1531 – 1535 | Francisco de Sousa Tavares, Capitão-mor de Cananor    | .                         |
| ? |         | 1536 – 1539 | Fernando Eanes de Souto Maior, Capitão-mor de Cananor | .                         |
| ? |         | 1539 – 1542 | Diogo Álvares Teles, Capitão-mor de Cananor           | .                         |
| ? |         | 1542 – 1545 | Henrique de Eça, Capitão-mor de Cananor               | .                         |

- 1502 - D. Lourenço de Brito
- 1509 - João Vaz de Almada (Sousa Falcão)
- 1525 - Heitor da Silveira (? - Ilha de Berte, Índia, 1531).
- c. 1565 - D. Paio de Noronha
- c. 1565 - D. António de Noronha
- D. João de Eça
- D. Henrique de Eça
- D. Aires da Gama
- Jorge de Abreu
- Simão de Melo
- D. Henrique de Meneses
- D. Simão de Meneses